# Rajd Australii 2003
Rezultaty Rajdu Australii (16th Telstra Rally Australia), eliminacji Rajdowych Mistrzostw Świata w 2003 roku, który odbył się w dniach 4-7 września. Była to dziesiąta runda czempionatu w tamtym roku i siódma szutrowa oraz szósta w Production Cars WRC. Bazą rajdu było miasto Perth. Zwycięzcami rajdu została norwesko-brytyjska załoga Petter Solberg i Phil Mills jadąca Subaru Imprezą WRC. Wyprzedzili oni francusko-monakijską załogę Sébastiena Loeba i Daniela Élenę w Citroënie Xsarze WRC oraz Brytyjczyków Richarda Burnsa i Roberta Reida w Peugeocie 206 WRC. Z kolei zwycięzcami Production Cars WRC zostali Brytyjczycy Martin Rowe i Trevor Agnew w Subaru Imprezie WRX STi.
Rajdu nie ukończyło dwóch kierowców fabrycznych. Fin Marcus Grönholm jadący Peugeotem 206 WRC nie ukończył rajdu na 9. oesie. Natomiast Estończyk Markko Märtin w Fordzie Focusie WRC odpadł z rywalizacji na 20. oesie.

## Klasyfikacja ostateczna (punktujący zawodnicy)
| Miejsce  | Zawodnik        | Pilot             | Samochód                | Czas      | Strata   | Grupa | Punkty |
| WRC      | WRC             | WRC               | WRC                     | WRC       | WRC      | WRC   | WRC    |
| -------- | --------------- | ----------------- | ----------------------- | --------- | -------- | ----- | ------ |
| 1.       | Petter Solberg  | Phil Mills        | Subaru Impreza WRC      | 3:32:07.1 |          | A8 M  | 10     |
| 2.       | Sébastien Loeb  | Daniel Élena      | Citroën Xsara WRC       | 3:32:33.7 | +26.6    | A8 M  | 8      |
| 3.       | Richard Burns   | Robert Reid       | Peugeot 206 WRC         | 3:34:00.1 | +1:53.0  | A8 M  | 6      |
| 4.       | Colin McRae     | Derek Ringer      | Citroën Xsara WRC       | 3:34:37.8 | +2:30.7  | A8 M  | 5      |
| 5.       | Carlos Sainz    | Marc Martí        | Citroën Xsara WRC       | 3:34:44.3 | +2:37.2  | A8 M  | 4      |
| 6.       | Tommi Mäkinen   | Kaj Lindström     | Subaru Impreza WRC      | 3:35:08.6 | +3:01.5  | A8 M  | 3      |
| 7.       | Harri Rovanperä | Risto Pietiläinen | Peugeot 206 WRC         | 3:36:11.0 | +4:03.9  | A8 M  | 2      |
| 8.       | Freddy Loix     | Sven Smeets       | Hyundai Accent WRC      | 3:39:07.8 | +7:00.7  | A8 M  | 1      |
| PCWRC    |                 |                   |                         |           |          |       |        |
| 1. (15.) | Martin Rowe     | Trevor Agnew      | Subaru Impreza WRX STi  | 3:54:17.1 |          | N4    | 10     |
| 2. (17.) | Karamjit Singh  | Allen Oh          | Proton Pert             | 3:56:14.1 | +1:57.0  | N4    | 8      |
| 3. (18.) | Niall McShea    | Chris Patterson   | Mitsubishi Lancer Evo 6 | 3:56:56.1 | +2:39.0  | N4    | 6      |
| 4. (19.) | Stig Blomqvist  | Rob Scott         | Subaru Impreza WRX STi  | 4:03:55.5 | +9:38.4  | N4    | 5      |
| 5. (20.) | Daniel Solà     | Alex Romaní       | Mitsubishi Lancer Evo 7 | 4:04:37.6 | +10:20.5 | N4    | 4      |
| 6. (26.) | Joakim Roman    | Ragnar Spjuth     | Mitsubishi Lancer Evo 6 | 4:21:59.9 | +27:42.8 | N4    | 3      |

1. ↑  Litera M przy oznaczeniu grupy do której należy samochód oznacza, iż tylko ci kierowcy zdobywali punkty dla swoich zespołów liczonych w klasyfikacji producentów na koniec sezonu.

## Zwycięzcy odcinków specjalnych
| Dzień     | Odcinek | G. rozp. | Nazwa                | Długość | Zwycięzca                     | Czas    | Lider rajdu     |
| --------- | ------- | -------- | -------------------- | ------- | ----------------------------- | ------- | --------------- |
| 1 (4 WRZ) | SS1     | 18:38    | Perth City Super I   | 2.45km  | Petter Solberg                | 1:31.9  | Petter Solberg  |
| 2 (5 WRZ) | SS2     | 08:19    | Murray North I       | 18.49km | Marcus Grönholm               | 10:29.1 | Marcus Grönholm |
| 2 (5 WRZ) | SS3     | 08:47    | Murray South I       | 20.12km | Marcus Grönholm               | 11:51.8 | Marcus Grönholm |
| 2 (5 WRZ) | SS4     | 09:45    | Gobbys               | 5.20km  | Markko Märtin                 | 2:29.6  | Marcus Grönholm |
| 2 (5 WRZ) | SS5     | 12:12    | Stirling West        | 15.89km | Sébastien Loeb                | 9:15.3  | Marcus Grönholm |
| 2 (5 WRZ) | SS6     | 12:44    | Stirling Long        | 34.99km | Sébastien Loeb                | 20:02.1 | Marcus Grönholm |
| 2 (5 WRZ) | SS7     | 14:17    | Turner Hill          | 7.00km  | Petter Solberg                | 4:22.4  | Marcus Grönholm |
| 2 (5 WRZ) | SS8     | 16:43    | Murray North II      | 18.49km | Sébastien Loeb Petter Solberg | 10:14.4 | Marcus Grönholm |
| 2 (5 WRZ) | SS9     | 17:11    | Murray South II      | 20.12km | Sébastien Loeb                | 11:30.0 | Sébastien Loeb  |
| 2 (5 WRZ) | SS10    | 20:32    | Perth City Super II  | 2.45km  | François Duval                | 1:33.5  | Sébastien Loeb  |
| 3 (6 WRZ) | SS11    | 09:49    | Beraking East        | 8.88km  | Petter Solberg                | 5:09.6  | Sébastien Loeb  |
| 3 (6 WRZ) | SS12    | 10:12    | Helena East I        | 20.49km | Petter Solberg                | 11:38.2 | Sébastien Loeb  |
| 3 (6 WRZ) | SS13    | 10:45    | Helena West I        | 12.60km | Sébastien Loeb                | 7:18.4  | Sébastien Loeb  |
| 3 (6 WRZ) | SS14    | 11:03    | Helena South I       | 17.31km | Petter Solberg                | 8:55.3  | Sébastien Loeb  |
| 3 (6 WRZ) | SS15    | 14:12    | Beraking West        | 9.42km  | Petter Solberg                | 4:38.7  | Sébastien Loeb  |
| 3 (6 WRZ) | SS16    | 14:35    | Helena East II       | 20.49km | Sébastien Loeb                | 11:23.8 | Sébastien Loeb  |
| 3 (6 WRZ) | SS17    | 15:08    | Helena West II       | 12.60km | Sébastien Loeb                | 7:10.6  | Sébastien Loeb  |
| 3 (6 WRZ) | SS18    | 15:26    | Helena South II      | 17.31km | Sébastien Loeb                | 8:46.6  | Sébastien Loeb  |
| 3 (6 WRZ) | SS19    | 19:40    | Perth City Super III | 2.45km  | Markko Märtin                 | 1:31.7  | Sébastien Loeb  |
| 3 (6 WRZ) | SS20    | 19:50    | Perth City Super IV  | 2.45km  | Markko Märtin                 | 1:31.8  | Sébastien Loeb  |
| 4 (7 WRZ) | SS21    | 09:06    | Bannister North      | 24.81km | Petter Solberg                | 13:11.9 | Petter Solberg  |
| 4 (7 WRZ) | SS22    | 09:44    | Bannister South      | 34.16km | Sébastien Loeb                | 16:00.1 | Sébastien Loeb  |
| 4 (7 WRZ) | SS23    | 12:30    | Bannister West       | 24.69km | Petter Solberg                | 12:22.6 | Petter Solberg  |
| 4 (7 WRZ) | SS24    | 13:08    | Bannister Central    | 33.45km | Colin McRae                   | 18:10.0 | Petter Solberg  |

## Klasyfikacja po 10 rundach
Tabele przedstawiają tylko pięć pierwszych miejsc.

### Kierowcy
| Lp. | Kierowca        | Pkt |
| --- | --------------- | --- |
| 1   | Richard Burns   | 55  |
| 2   | Petter Solberg  | 48  |
| 3   | Carlos Sainz    | 48  |
| 4   | Sébastien Loeb  | 45  |
| 5   | Marcus Grönholm | 38  |

### Producenci
| Lp. | Producent              | Pkt |
| --- | ---------------------- | --- |
| 1   | Marlboro Peugeot Total | 110 |
| 2   | Citroën Total          | 110 |
| 3   | 555 Subaru WRT         | 74  |
| 4   | Ford Rallye Sport      | 61  |
| 5   | Škoda Motorsport       | 20  |